# Trochosa tenuis
Trochosa tenuis là một loài nhện trong họ Lycosidae.
Loài này thuộc chi Trochosa. Trochosa tenuis được Carl Friedrich Roewer miêu tả năm 1960.